# Юлиана фон Хесен-Ешвеге
Юлиана фон Хесен-Ешвеге (на немски: Juliane von Hessen-Eschwege; * 14 май 1652, Ешвеге; † 20 юни 1693, ИЖселщайн, провинция Утрехт) е ландграфиня от Хесен-Ешвеге в шведския двор. Тя трябва да се омъжи за Карл XI, но трябва през 1672 г. да напусне шведския двор.

## Биография
Тя е дъщеря на ландграф Фридрих фон Хесен-Ешвеге (1617 – 1655) и съпругата му пфалцграфиня Елеонора Катарина фон Пфалц-Цвайбрюкен-Клеебург (1626 – 1692), дъщеря на пфалцграф Йохан Казимир фон Пфалц-Цвайбрюкен-Клеебург (1589 – 1652) и Катарина Шведска (1584 – 1638), дъщеря на шведския крал Карл IX. Майка ѝ е сестра на шведския крал Карл X Густав и братовчедка на шведската кралица Кристина.
Юлиана отива с помощта на влиятелната кралска вдовица Хедвига Елеонора Холщайн-Готорп в Стокхолм, за да се омъжи, когато стане пълнолетна, за нейния братовчед Карл XI. През 1672 г. Юлиана обаче ражда в Стокхолм един син, Густаф Густафсон Лилие, от женения полковник на телохранителната гвардия в двора на краля, граф Густав Хелмер Лилие. Графът трябва да отиде в изгнание, а Юлиана с нейната прислуга е изгонена от Лилиенборг.
През 1679 г. Юлиана получава право да се омъжи за приятеля си Жан Жак Маршанд (1656 – 1703), секретар на холандския посланик, син на холандски търговец. На 22 февруари 1680 г. в Рефтнес се женят и той става барон на Лилиенбург. Те живеят в Харлем, Нидерландия.

## Деца
Юлиана и Жан Жак Маршанд имат децата:
- Карл Фридрих фон Лилиенбург (1679 – 1729)
- Елеонора (1683 – 1707), омъжена 1704 г. за Йохан Шпиринг (1672 – 1739)
- Хайнрих Фердинанд (1683 – ?)
- Юлиана (1684 – 1726), омъжена 1707 г. за Улрих Фридрих фон Велтциен при Йевер
- София Мария (1685 – 1725/1741), омъжена за Андерс Лур, правителствен секретар в Бремен
- Якоба (1686 – 1686)
- Якоб Фердинанд (1688 – 1688)
- Вилхелм Якоб (1689 – 1703)
- Христина Франсоаза (1691 – 1691)